# A Beautiful Noise
«A Beautiful Noise» es una canción de la cantante y compositora estadounidense Alicia Keys junto a Brandi Carlile. La canción fue escrita por Keys, Carlile, Brandy Clark , Hillary Lindsey, Lori McKenna, Hillary Lindsey, Linda Perry y Ruby Amanfu. Se lanzó como sencillo el 29 de octubre de 2020 a través de RCA Records. La canción se interpretó en vivo en Every Vote Counts: A Celebration of Democracy. La canción también se incluyó en la reedición digital del séptimo álbum de estudio de Keys, Alicia (2020), lanzado el 18 de diciembre de 2020.

## Antecedentes y lanzamiento
Se grabó para inspirar a los votantes estadounidenses a votar en las elecciones presidenciales de 2020. La canción fue creada por un equipo de compositores exclusivamente femenino formado por Alicia Keys , Brandi Carlile, Brandy Clark , Hillary Lindsey, Lori McKenna, Hillary Lindsey, Linda Perry y Ruby Amanfu. Brandy Clark fue la primera compositora agregada al equipo, seguida por Lori McKenna, Hillary Lindsey, etc. La canción se pasó entre los ocho escritores con el objetivo de representar la diversidad a través de una variedad de puntos de vista, voces y perspectivas. En un artículo de Variety, Ali Harnell de Live Nation discutió cómo surgió la canción, afirmando que esperaban celebrar el sufragio femenino antes de las elecciones presidenciales de 2020. El año 2020 marca el 100 aniversario de la Decimonovena Enmienda a la Constitución de los Estados Unidos y el 55 aniversario de la Ley de Derechos Electorales de 1965 y la canción tiene como objetivo honrar estas causas según Harnell.
El desafío #ABeautifulNoise se creó en las redes sociales inspirado en la canción para alentar la participación de votantes a través de los canales sociales. El desafío #ABeautifulNoice les pide a los espectadores que compartan cómo y por qué planean hacer un ruido hermoso en las elecciones de 2020 y más allá. Keys comentó que «Todo el mundo tiene el poder de hacer un sonido hermoso y animar a los demás con su voz. Y ahora más que nunca, debemos dejar que esas voces se escuchen votando». Carlile afirmó que la canción «es un recordatorio importante de que todos tenemos una voz y que nuestras voces cuentan».

## Composición y lírica
La canción es una pista de R&B/soul simplificada, impulsada por piano, que tiene una duración de tres minutos y diecinueve segundos. Está escrito en la tonalidad de La ♭ menor con 12/8 compás y un tempo de 76 latidos por minuto. Jon Blistein de Rolling Stone describió la canción como «una balada de piano sencilla pero efectiva». El escritor del sitio web PopSugar declaró que la «canción poderosa» ofrece «una dosis de inspiración»" en letras como «Es creer que perteneces / Está llamando al mal». En la canción, Keys y Carlile aseguran que «Tengo una voz», y escribiendo para el sitio web Live For Live Music, Michael Broerman opinó que la canción «cuenta la historia de comunidades marginadas que finalmente obtienen su derecho de nacimiento a participar plenamente en la sociedad». Sidney Miller de Country Queer escribió que, aunque tiene «un sentido de ira y rectitud», la canción «tranquila y melódica, combina magistralmente sus habilidades para tocar el piano y sus voces».

## Presentaciones en vivo
Alicia Keys presentó el especial Every Vote Counts: A Celebration of Democracy de CBS junto a Kerry Washington y America Ferrera, donde se estrenó la canción por primera vez. Alicia Keys y Brandi Carlile se sentaron en pianos separados uno frente al otro mientras interpretaban una interpretación en vivo de la canción. Keys y Carlile actuaron sin acompañamiento musical adicional además de sus pianos.

## Posicionamiento en listas
| Listas (2020)                       | Mejor posición |
| ----------------------------------- | -------------- |
| Estados Unidos (Digital Song Sales) | 8              |